# Gemini-Raumanzug

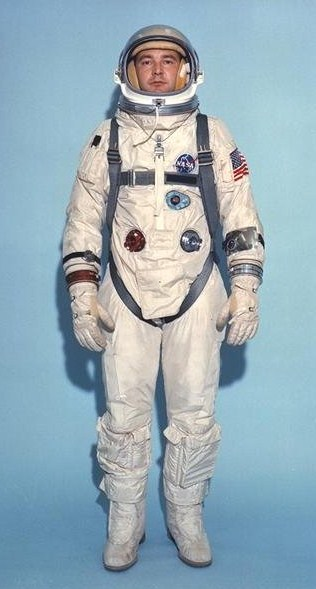
Gemini-G3C-Raumanzug

Der Gemini-Raumanzug war ein US-amerikanischer Raumanzug, der in verschiedenen Entwicklungsstufen und Ausführungen von den Raumfahrern an Bord der Gemini-Raumschiffe und bei Weltraumausstiegen getragen wurde.

## Technische Daten
Der Hersteller des Anzugs war die David Clark Company. Der Anzug ist aus 23 Gewebeschichten aufgebaut und besitzt eine Masse von 13 Kilogramm. Der Anzug wurde hauteng angepasst und war in der Lage, 1.465 kJ (= 350 kcal) Körperwärme und 456 ml Schweiß pro Stunde abzuführen.

## Probleme während der Raumflüge
Die Raumfahrtmediziner waren anfangs davon ausgegangen, dass ein Astronaut während eines Außenbordeinsatzes im Maximalfall etwa die körperlichen Anstrengung vollbringe wie ein Tennisspieler. Eine Brauchbarkeit wurde mittels umfangreicher Hitze- und Drucktests zwar bewiesen, doch der Raumanzug war nur bedingt für Arbeiten im Weltraum geeignet. Vor allem das sich Bewegen im Weltall kostete die Astronauten so viel Mühe, dass teilweise die völlig überbeanspruchte Klimaanlage versagte. Eugene Cernan berichtete nach seiner Gemini-9-Mission, dass die Arbeit im All fünfmal so anstrengend gewesen sei, wie das Training auf der Erde.

## Astronaut Maneuvering Unit
Zusätzlich zum Gemini-Raumanzug gab es noch einen Düsenrucksack, die Astronaut Maneuvering Unit. Sie kam allerdings nie aktiv im All zum Einsatz.